# パノス・LMP-1 ロードスターS

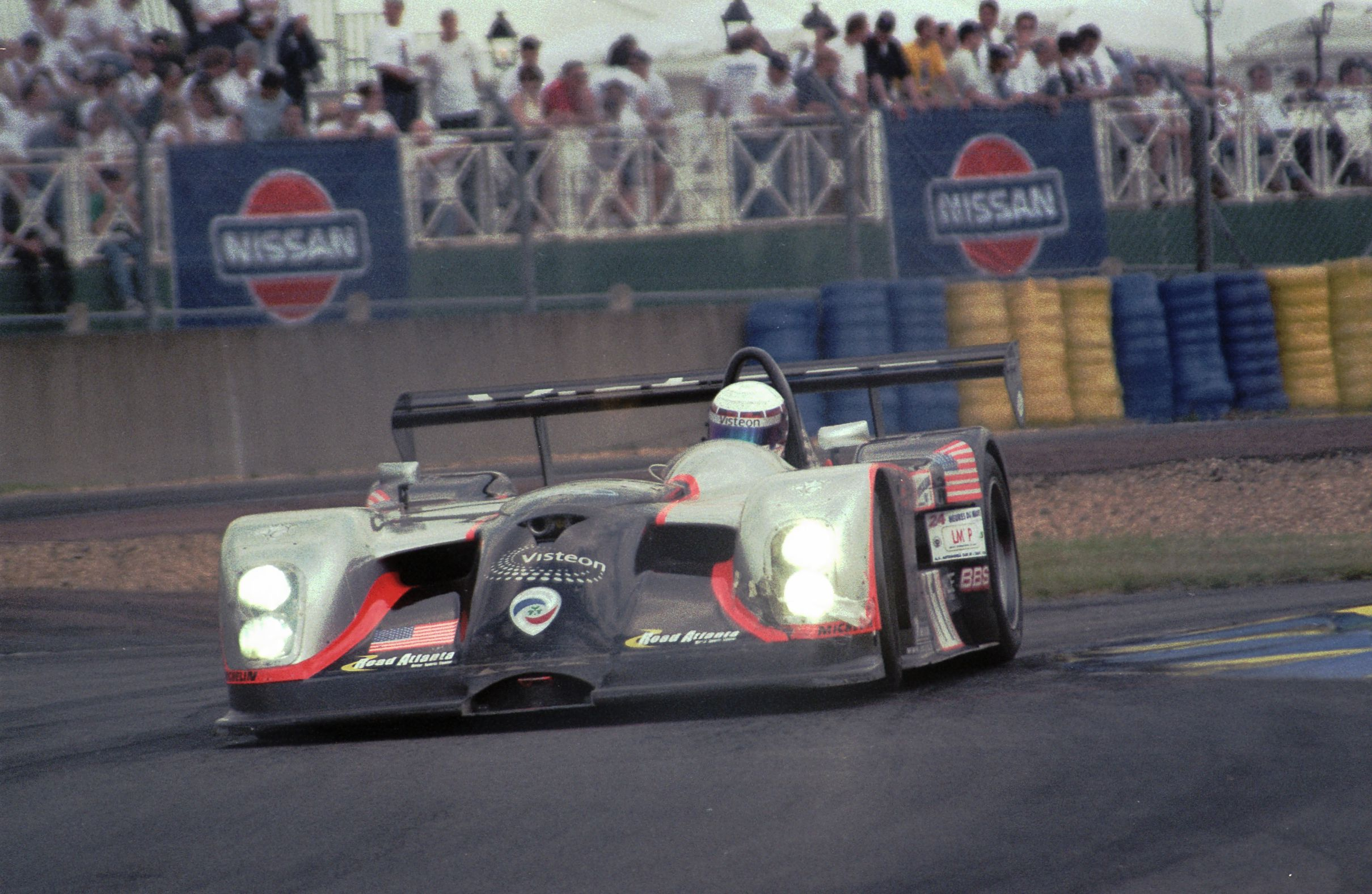
1999年ル・マン24時間レース

パノス・LMP-1 ロードスターS（またはパノス・LMP-1と呼ばれる）は、1999年にパノスによって製造された、ル・マン・プロトタイプである。この車は、国際的にグランドツアラーカテゴリーで競技していた、パノス・エスペラント GTR-1の後継車。2001年のアメリカン・ル・マン・シリーズに続き、ル・マン24時間レースで後継機、パノス・LMP07に置き換えられた。
しかし、LMP07は途中で放棄されたため、新たに作り直されたLMP-1ロードスターSは、パノス・LMP01 Evoと呼ばれ2003年末に引退した。LMP-1ロードスターSとLMP01Evoは、ル・マン・プロトタイプの中で目立つ存在だった。
最大の特徴はエンジン搭載位置で、一般的なコックピット後方（リアミッドシップ）ではなく前方にある（フロントミッドシップ）。これにより、ライバル車と比較して車に独特の外観が与えられた。

## 開発

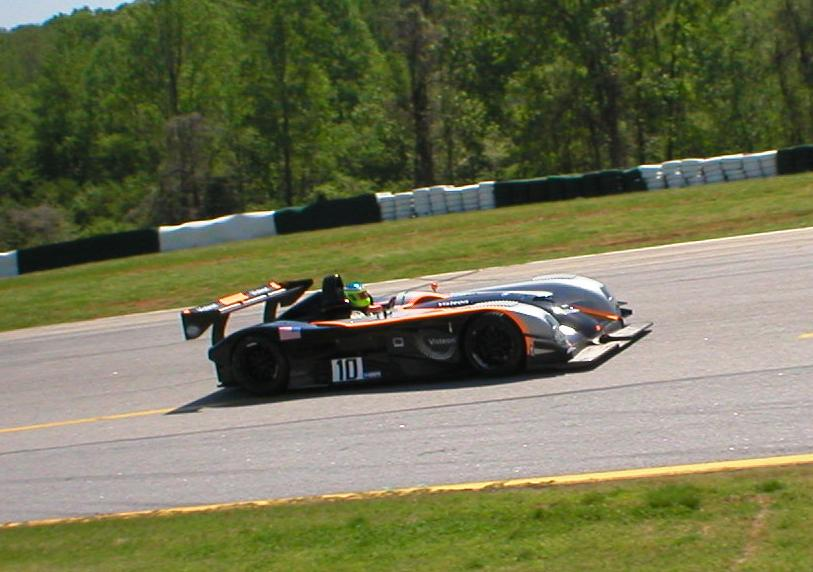
LMP-1 ロードスターS

1998年末に、FIA GT選手権とUSRRCの両方で1997年の参戦以来、エスペランテGTR-1が参戦していた、GT1クラスが廃止された。これによりエスペランテGTR-1と、ポルシェ・911 GT1は、ル・マン・プロトタイプに変更しない限り、参戦できなくなった。しかしパノスは新しい車が、ドン・パノスによって新たに創設される、アメリカン・ル・マン・シリーズで新たに参戦する、アウディとBMWのプロトタイプに対してより競争力があると判断した。
レイナード・モータースポーツがデザイナーとして関わった、LMP-1ロードスターSは、エスペランテGTR-1からフロントエンジン・後輪駆動を踏襲して、多くのスタイリングを保持した。GTカーベースのマシンでは、エスペランテGTR-1のようなフロントエンジンレイアウトもあったが、プロトタイプカーでは珍しいものだった。しかしパノスは、LMP-1ロードスターSは、このレイアウトを維持すると主張した。
設計の時点から、LMP-1ロードスターSはエスペランテGTR-1と多くを共有している。どちらの車もほぼ同じフロントエンドを備えており、エンジンを収納する丸いノーズを備え、狭いフェンダーがある。NACAダクトはエンジンのエアインテークに供給され、フロントサスペンションを覆っている側の深い溝はコックピットの前にあるラジエーターに直接つながる。車の側面はさまざまな角度で刻まれ、さまざまな領域から空気の放出を助ける。エンジンの後ろでリアアクスルのすぐ前にあるコックピットは小さく、ドライバーのすぐ後ろに1つのロールフープがあり、ドライバーのサイドプロテクションとリアヘッドレストだけが車のほぼ平らな上部から見える。リアオーバーハングは短く、リアウィングストラットはボディワークの後ろのリアディフューザーに取り付けられる。
エンジンは、パノスはエラン・パワープロダクツ6L8 6.0L V8を使用。だがこのエンジンはフォードブランド名の時もあった。エクストラック製6速シーケンシャルを搭載した。

### LMP01 Evo

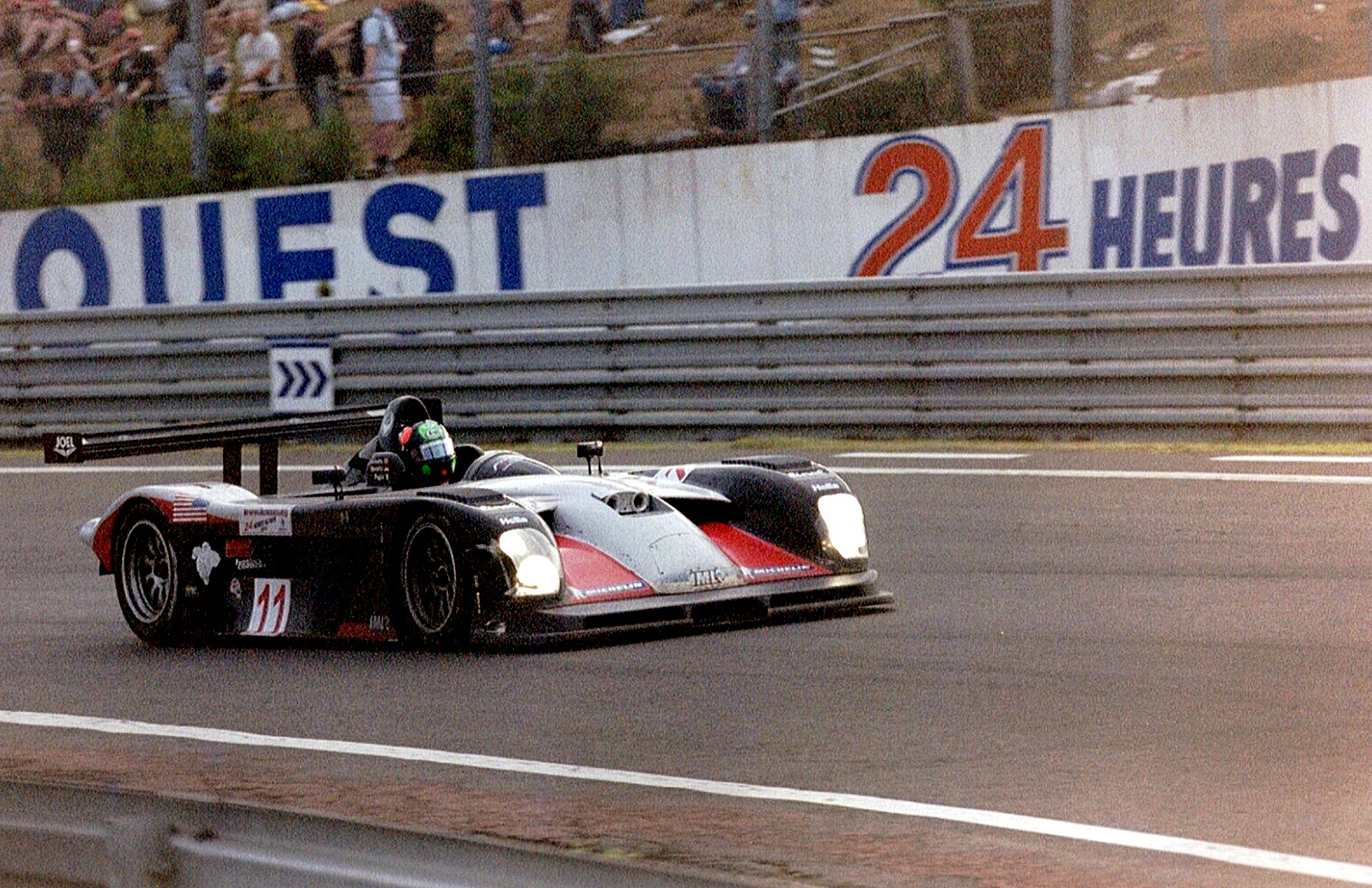
パノス・LMP1 Evo (2003年ル・マン24時間レース)

後継機、LMP07が計画どおりの性能が出せない為、パノスは以前のマシン、LMP-1ロードスターSに戻る方がよいと判断した。しかしアメリカン・ル・マン・シリーズを支配していた、アウディ・R8との競争力を維持するために、車はアップグレードが必要だった。
パノスは、フェンダーとセンターノーズが狭くなるように車のフロントを変更することから始めた。以前使用されていた丸みを帯びたデザインではなく、車のノーズのブレーキ冷却ダクトも大きくなり、ノーズの先端が上に移動した。ノーズの両側のエアインテークも、上端を前に出す形に修正された。
一方、側面の排気口は大きくなり、前輪の後ろには小さなパネルしか使用されなかった。リアボディワークも拡張され、リアウィングマウントを包み込みんだ。マウント自体も、他のプロトタイプで見られるのと同様の方法に近づけられた。

## レース戦績
1999年、パノスLMP-1ロードスターSは、初年度のアメリカン・ル・マン・シリーズ(ALMS)の第2戦でデビュー。タイトルスポンサーのビステオンに支えられ、間に合ったマシンは1台だけだった。そのためもう1台はLMPクラス用に改造された、エスペラントGTR-1を使用した。しかしLMP-1ロードスターSは、デビュー戦で好成績を収め、優勝車にわずか1周遅れの5位になった。このレースの後チームは、ル・マン24時間レースに出場する為に、2台目のシャーシが完成した。レースでは両車がBMW 、トヨタ、アウディに次ぐ7位と11位でフィニッシュした。
ALMSの第3戦モスポートに戻ると、2台の車はライリー＆スコット-フォード、フェラーリ・333SP、BMW・V12 LMRを抑えて1位、2位になった。次のラウンドでは、2台のパノスが表彰台を獲得したが、BMW V12LMRがトップの座を取った。しかしプチ・ル・マンの前の、ポートランドで再び優勝した。3台目のLMP-1ロードスターSが完成し、J＆Pモータースポーツに売却され、プチ・ルマンでは3台すべてがレースを完走。ファクトリーカーの1台が総合優勝し、2台目は5位、J＆Pモータースポーツは11位になった。2台のファクトリーパノスは、ジョニー・オコーネルとヤン・マグヌッセンが最終戦ラスベガスで4位で、パノスがBMWをわずか2ポイント上回ってLMPチームタイトルを獲得した。
2000年、スポーツカー・レーシング・ワールド・カップでのレースの為に、1台の旧ファクトリーLMP-1がデンマークのチームデンブラエイビスに売却され、ALMSのファクトリーチームの為に2台の新車が製造された。しかし、どちらの車もセブリング12時間レースでは上位にならず、チームにとって良い出だしではなかった。シリーズが新しいヨーロッパラウンドに進む前に、マシンはシャーロットで2位と5位でフィニッシュした。シルバーストンでは、BMWに次ぐ2位でフィニッシュした。
ル・マン24時間レースでは、2台のファクトリーパノスに、スポーツカーレーシングワールドカップで最高3位でのフィニッシュを達成したデンブラエイビスのパノスが加わった。また日本のTV朝日・チームドラゴンからさらに2台のLMP-1が参戦、ファクトリーカーと新たに製造した新車を使用した。デンブラエイビスは周回周不足となったが、5台すべてが完走した。他の4台の車は5、6、8、15位だった。米国に戻る前、ニュルブルクリンク1000kmが、ALMSの1戦で開催された。パノスLMP-1ロードスターSは、勝利を収めることができた。これが1年を通して唯一の勝利となった。またポートランドで表彰台を獲得した。プチ・ル・マンでは、3位と4位を獲得した。
パノスは、アウディとBMWに次ぐLMPチャンピオンシップで3位に終わった。LMP-1ロードスターSの後継車であるLMP07は、最終戦でデビューした。スポーツカーレーシングワールドカップでは、チームデンブラエイビスに2台目のLMP-1ロードスターSが加わったが、シーズンの残りで表彰台を獲得することはできなかった。彼らもフェラーリ・333SPに続いて、チャンピオンシップ3位でシーズンを終えた。
2001年、パノスはALMSの最初のレースをLMP-1ロードスターSのペアで開始し、次のラウンドであるセブリング12時間レースで、新型LMP07に変更した。LMP-1がプライベートチームに売却され、新たに始まるヨーロピアン・ル・マン・シリーズに参戦した。ウエストワードモータースポーツは、そのシーズンにカスタマーシャーシで参戦し、ドニントンパークで2台のファクトリーLMP07の前の5位に入った。しかしチームは続行せず、LMP-1ロードスターSはすぐにレーンスラレーシングに買われ、モストで3位、ヴァレルンガでは優勝した。
しかし、パノスはいくつかの低いパフォーマンスで新型のLMP07に不満を感じて、チームはル・マンの後、LMP-1ロードスターSを復活させることを決定した。ALMS復帰後のポートランド戦でアウディR8の前で優勝した。モスポートでは2位、ミッドオハイオでは優勝した。しかしラグナ・セカとプチ・ル・マンでは表彰台から外れた。パノスのLMP07とLMP-1ロードスターSの合計ポイントは、LMP900で2位になり、アウディに次ぐものとなった。

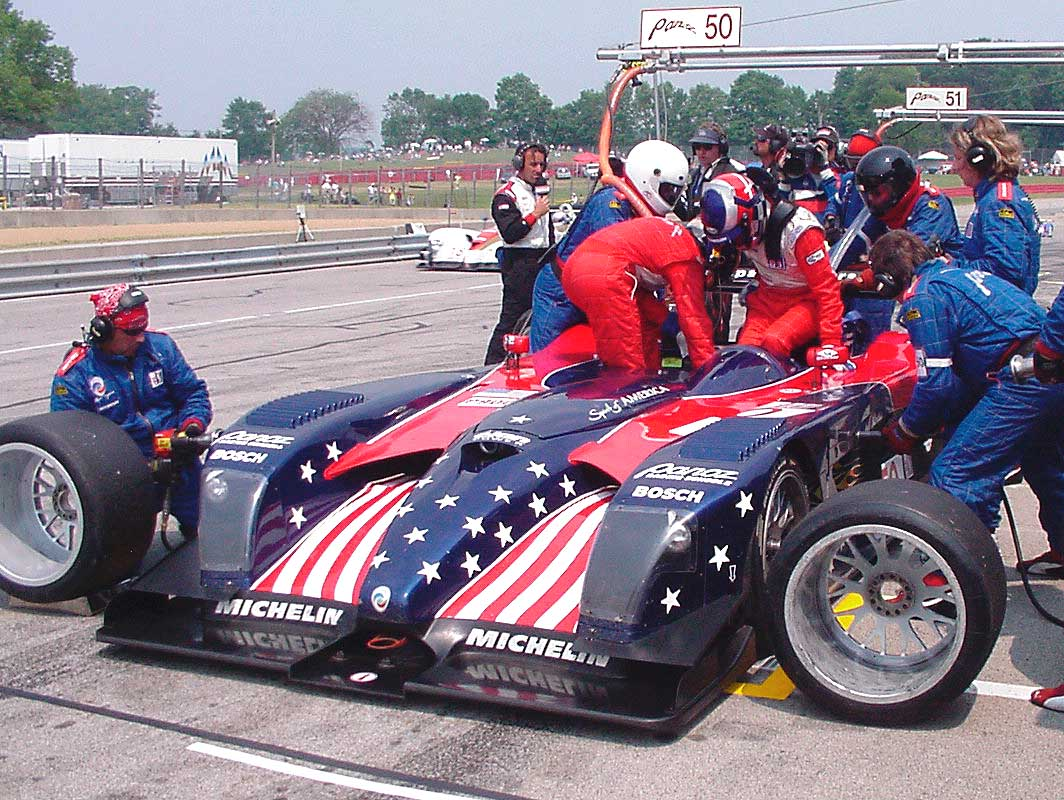
2002年 LMP-1 Evo アメリカンルマンシリーズ、ミッドオハイオ

2002年、再設計されたパノス・LMP01 EvoがALMSでデビューし、LMP07に取って代わった。セブリング12時間レースでは苦しんだが、ソノマ・レースウェイで勝利することができた。しかし、ル・マン24時間レースでは、2台ともリタイヤした。DAMSのLMP-1ロードスターSのマシンが映画、ミシェルヴァイヨンのカメラカーの一部としてレースを走ったが、フィニッシュできなかった。
その後ALMSの、RFKスタジアムストリートコースで優勝したが、古くなった車のトラブルもあり、パノスはそのシーズンの残りのレースで表彰台を獲得できなかった。パノスは、アウディ2チームに次ぐLMP900で3位でフィニッシュした。
2003年、LMP01 Evoは継続参戦され、この年のALMSはパノスファクトリー代わりにJMLチームによって参戦したが、ファクトリーサポートは保持された。しかし、車の速さがライバルチームに比べて不足しており、最終戦のプチ・ル・マンが2位で、3位以上のフィニッシュが5回連続だった。ル・マン24時間レースでは、JMLの2台のエントリーのうちの1台が、アウディとベントレーに次ぐ5位でフィニッシュした。
その後パノスは、ALMSのGT2クラス用に生産車ベースのレーシングカー、エスペラント GT-LMの開発に集中することを決定し、LMP01 Evoは2003年シーズン後に引退した。

## シャーシ
1999年から2002年にかけて、合計8台のLMP-1ロードスターSおよびLMP01Evoが製造された。2003年末までに全車が引退した。
＃01
- パノスモータースポーツ（1999）
- チームドラゴン（2000年、ルマンのみ）
- チームデンブラエイビス（2000）
- Lanesra（2001）
- ガナーレーシング（2002）

＃002
- パノスモータースポーツ（1999）
- チームデンブラエイビス（2000）

＃003
- J＆Pモータースポーツ（1999）
- DAMS（2002、ルマンカメラカー）

＃004
- パノスモータースポーツ（2000–2001）
- Westward Racing（2001、ドニントンのみ）

＃005 （LMP01 Evoにアップグレード）
- パノスモータースポーツ（2000–2002）
- JMLチームパノス（2003）

＃006
- チームドラゴン（2000）

＃007 （LMP01 Evoとして構築）
- パノスモータースポーツ（2002）

＃008 （LMP01 Evoとして構築）
- パノスモータースポーツ（2002）
- JMLチームパノス（2003）